# Хивский район
Хи́вский райо́н (таб. Хив район, лезг. Хив район) — административно-территориальная единица и муниципальное образование (муниципальный район) в составе Республики Дагестан Российской Федерации.
Административный центр — село Хив.

## География
Хивский район расположен на южной части современного Дагестана, в юго-восточной части горного Дагестана.
Граничит на западе с Агульским, на севере — с Табасаранским, на юге и юго-востоке — со Сулейман-Стальским, на юго-западе — с Курахским районами республики. Площадь территории района составляет 471,40 км².
Климат района умеренно континентальный. В административном центре района (село Хив) минимальная температура зафиксирована до −25 °C, максимальная — до +38 °C.

## История
Во времена Табасаранского майсумства территория района входила в его состав. В середине XVII века между представителями майсумского рода началась междоусобица. Майсумам пришлось переселиться в Джараг (нынешний аул Чере Хивского района).
Нынешний Хивский район был образован 23 марта 1935 года из 25 табасаранских селений, входивших в состав Табасаранского района, и 17 лезгинских селений Касумкентского (ныне Сулейман-Стальского) района. В этническом отношении табасараны и лезгины проживают на территориях своих поселений, за исключением районного центра — села Хив, где компактно проживают и табасараны, и лезгины.
С 1951 года выходит районная газета «Светлая звезда» (ранее «Хивский колхозник», «Свет октября»). Газета издается на трёх языках: табасаранском, лезгинском и русском. С 2001 года в районе вещает телеканал «Хив».

## Население
| 1939    | 1959    | 1970    | 1979    | 1989    | 2002    | 2010    | 2011    | 2012    | 2013    |
| ------- | ------- | ------- | ------- | ------- | ------- | ------- | ------- | ------- | ------- |
| 18 967  | ↘16 570 | ↗19 866 | ↘19 862 | ↘16 961 | ↗20 747 | ↗22 753 | ↘22 485 | ↘22 266 | ↘21 744 |
| 2014    | 2015    | 2016    | 2017    | 2018    | 2019    | 2020    | 2021    | 2023    | 2024    |
| ↘21 622 | ↘21 532 | ↘21 359 | ↘21 314 | ↘21 130 | ↘20 959 | ↘20 786 | ↗20 848 | ↘20 688 | ↘20 536 |

### Национальный состав
В Хивском районе проживают в основном табасараны и лезгины.
По данным Всесоюзной переписи населения 1939 года:
| Народ      | Численность, чел. | Доля от всего населения, % |
| ---------- | ----------------- | -------------------------- |
| табасараны | 10 155            | 53,5 %                     |
| лезгины    | 8194              | 43,2 %                     |
| русские    | 307               | 1,6 %                      |
| другие     | 211               | 1,1 %                      |
| всего      | 18 967            | 100,00 %                   |

По данным Всероссийской переписи населения 2010 года:
| Народ      | Численность, чел. | Доля от всего населения, % |
| ---------- | ----------------- | -------------------------- |
| табасараны | 13 521            | 59,42 %                    |
| лезгины    | 8847              | 38,88 %                    |
| агулы      | 173               | 0,31 %                     |
| русские    | 40                | 0,17 %                     |
| другие     | 69                | 0,30 %                     |
| всего      | 22 753            | 100,00 %                   |

По данным Всероссийской переписи населения 2020-2021 года :
| Народ      | Численность, чел. | Доля от всего населения, % |
| ---------- | ----------------- | -------------------------- |
| табасараны | 12 647            | 60,66 %                    |
| лезгины    | 8 008             | 38,41 %                    |
| другие     | 193               | 0,92 %                     |
| всего      | 20 848            | 100,00 %                   |

## Территориальное устройство
Хивский район в рамках административно-территориального устройства включает сельсоветы и сёла.
В рамках организации местного самоуправления в одноимённый муниципальный район входят 16 муниципальных образований со статусом сельского поселения, которые соответствуют сельсоветам и сёлам.
| №  | Сельское поселение        | Административный центр | Количество населённых пунктов | Население (чел.) | Площадь (км²) |
| -- | ------------------------- | ---------------------- | ----------------------------- | ---------------- | ------------- |
| 1  | сельсовет Ашага-Архитский | село Ашага-Архит       | 5                             | ↘1727            | 62,29         |
| 2  | сельсовет Захитский       | село Ашага-Захит       | 3                             | ↗1093            | 9,76          |
| 3  | сельсовет Ашага-Яракский  | село Ашага-Ярак        | 3                             | ↘1679            | 17,45         |
| 4  | село Зильдик              | село Зильдик           | 1                             | ↘524             | 5,87          |
| 5  | сельсовет Кондикский      | село Кондик            | 3                             | ↗1955            | 12,87         |
| 6  | сельсовет Концильский     | село Конциль           | 3                             | ↘512             | 2,81          |
| 7  | сельсовет Кошкентский     | село Кошкент           | 3                             | ↘1526            | 3,38          |
| 8  | село Куг                  | село Куг               | 1                             | ↘793             | 7,33          |
| 9  | сельсовет Ляхлинский      | село Ляхля             | 5                             | ↘864             | 16,71         |
| 10 | сельсовет Межгюльский     | село Межгюль           | 2                             | ↘1297            | 8,99          |
| 11 | село Новый Фриг           | село Новый Фриг        | 1                             | ↘1776            |               |
| 12 | сельсовет Ургинский       | село Урга              | 6                             | ↘757             | 76,63         |
| 13 | село Хив                  | село Хив               | 1                             | ↗2828            | 14,50         |
| 14 | сельсовет Хореджский      | село Хоредж            | 2                             | ↘1064            | 3,41          |
| 15 | село Цнал                 | село Цнал              | 1                             | ↗655             | 16,85         |
| 16 | сельсовет Чувекский       | село Чувек             | 2                             | ↗1598            | 4,59          |

## Населённые пункты
В районе 42 сельских населённых пункта:
| №  | Населённый пункт | Тип  | Население | Сельское поселение        |
| -- | ---------------- | ---- | --------- | ------------------------- |
| 1  | Арчуг            | село | ↘91       | сельсовет Кондикский      |
| 2  | Асакент          | село | ↘99       | сельсовет Концильский     |
| 3  | Атрик            | село | ↘195      | сельсовет Ургинский       |
| 4  | Ашага-Архит      | село | ↘706      | сельсовет Ашага-Архитский |
| 5  | Ашага-Захит      | село | →0        | сельсовет Захитский       |
| 6  | Ашага-Цинит      | село | ↘691      | сельсовет Ашага-Архитский |
| 7  | Ашага-Ярак       | село | ↗1344     | сельсовет Ашага-Яракский  |
| 8  | Вертиль          | село | ↘149      | сельсовет Ургинский       |
| 9  | Гариг            | село | ↗42       | сельсовет Ляхлинский      |
| 10 | Дардаркент       | село | ↘352      | сельсовет Кошкентский     |
| 11 | Заза             | село | ↘36       | сельсовет Концильский     |
| 12 | Захит            | село | ↘1105     | сельсовет Захитский       |
| 13 | Зильдик          | село | ↘488      | село Зильдик              |
| 14 | Кондик           | село | ↘1406     | сельсовет Кондикский      |
| 15 | Конциль          | село | ↘373      | сельсовет Концильский     |
| 16 | Кошкент          | село | ↘613      | сельсовет Кошкентский     |
| 17 | Кувиг            | село | ↘92       | сельсовет Ляхлинский      |
| 18 | Куг              | село | ↗778      | село Куг                  |
| 19 | Кулиг            | село | ↘0        | сельсовет Ляхлинский      |
| 20 | Куштиль          | село | ↘921      | сельсовет Чувекский       |
| 21 | Лака             | село | ↘366      | сельсовет Хореджский      |
| 22 | Ляхля            | село | ↗614      | сельсовет Ляхлинский      |
| 23 | Межгюль          | село | ↘1035     | сельсовет Межгюльский     |
| 24 | Новый Фриг       | село | ↗1758     | село Новый Фриг           |
| 25 | Тркал            | село | ↗31       | сельсовет Ашага-Архитский |
| 26 | Урга             | село | ↘240      | сельсовет Ургинский       |
| 27 | Уртиль           | село | ↘142      | сельсовет Ляхлинский      |
| 28 | Фурдаг           | село | ↘184      | сельсовет Ургинский       |
| 29 | Хив              | село | ↘2779     | село Хив                  |
| 30 | Хоредж           | село | ↘741      | сельсовет Хореджский      |
| 31 | Хурсатиль        | село | ↘30       | сельсовет Ургинский       |
| 32 | Цлак             | село | ↘100      | сельсовет Ашага-Архитский |
| 33 | Цнал             | село | →661      | село Цнал                 |
| 34 | Цудук            | село | ↗451      | сельсовет Кондикский      |
| 35 | Чере             | село | ↘298      | сельсовет Межгюльский     |
| 36 | Чиликар          | село | ↗572      | сельсовет Кошкентский     |
| 37 | Чувек            | село | ↘657      | сельсовет Чувекский       |
| 38 | Юхари-Архит      | село | ↘248      | сельсовет Ашага-Архитский |
| 39 | Юхари-Захит      | село | →0        | сельсовет Захитский       |
| 40 | Юхари-Ярак       | село | ↘312      | сельсовет Ашага-Яракский  |
| 41 | Яраг             | село | →0        | сельсовет Ургинский       |
| 42 | Яргиль           | село | ↘36       | сельсовет Ашага-Яракский  |

Покинутые сёла
В 1966—1979-е года проводилась особая политика по переселению Советом министров ДАССР, в результате коренное лезгинское население было выселено, преимущественно в Магарамкентский район. После переселения было запрещено возвращаться в свои исконные села. На данный момент 8 лезгинских сёл, жители которых были переселены превратились в развалины.
| Покинутое село | Численность в 1939 году | Народ   | Место переселения                               | Год переселения |
| -------------- | ----------------------- | ------- | ----------------------------------------------- | --------------- |
| Ашага-Захит    | 328                     | лезгины | Участок «Сенгер-кунтар» Магарамкентского района | 1979 год        |
| Камаркент      | 105                     | лезгины | Совхоз «Сафаралиевский» в местности Калаган     | 1966 год        |
| Кура           | 94                      | лезгины | Совхоз «Сафаралиевский» в местности Калаган     | 1966 год        |
| Орта-Захит     | 231                     | лезгины | Участок «Сенгер-кунтар» Магарамкентского района | 1979 год        |
| Юхары-Захит    | 889                     | лезгины | Участок «Сенгер-кунтар» Магарамкентского района | 1979 год        |
| Юхари-Цинит    | 197                     | лезгины | Участок «Сенгер-кунтар» Магарамкентского района | 1966 год        |
| Фриг           | 353                     | лезгины | Участок «Сенгер-кунтар» Магарамкентского района | 1966 год        |
| Яраг           | 69                      | лезгины | Участок «Сенгер-кунтар» Магарамкентского района | 1966 год        |

Кутаны
Село Захит является отдалённым анклавом Хивского района на территории равнинного Магарамкентского района, а село Новый Фриг —  на территории равнинного Дербентского района.

## Экономика
Основную роль в экономике района играет сельское хозяйство, в частности растениеводство, и в меньшей степени животноводство. Также распространено производство ковров.

## Туристический потенциал
На территории района расположено 84 памятника культуры и архитектуры, в том числе Черинский, Тркальский и Хореджский водопады, Эоловый город в сел. Куг, Атрикские и Хивские минареты, минеральный источник Рычалсу и другие памятники истории, архитектуры, природы, которые значатся как объекты республиканского значения и находятся под охраной министерства культуры РД.

## Комментарии
Комментарии
1. ↑  авар. Хив мухъ, агул. Хив район, азерб. Хив району, дарг. Хивла къатI, кум. Хив якъ, лак. Хивал кIану, лезг. Хив район, ног. Хив район, рут. Хив район, таб. Хив район, татск. Хив район, цахур. Хив район, чечен. Хиван кIошт
2. ↑  Согласно конституции Дагестана, государственными языками на территории республики являются — русский, аварский, агульский, азербайджанский, даргинский, кумыкский, лакский, лезгинский, ногайский, рутульский, табасаранский, татский, цахурский и чеченский языки.